# Episodi di Archie Bunker's Place (seconda stagione)

Immagine tratta dalla sigla di questa stagione

La seconda stagione della serie televisiva Archie Bunker's Place è stata trasmessa negli Stati Uniti d'America dal 2 novembre 1980 al 10 maggio 1981 sulla CBS.
In Italia la stagione è andata in onda nel 1986 su Canale 5.
| nº | Titolo originale                  | Titolo italiano                  | Prima TV USA     | Prima TV Italia |
| -- | --------------------------------- | -------------------------------- | ---------------- | --------------- |
| 1  | Archie Alone: Part 1              | Archie solo (parte 1)            | 2 novembre 1980  | 1986            |
| 2  | Archie Alone: Part 2              | Archie solo (parte 2)            | 2 novembre 1980  | 1986            |
| 3  | Home Again                        | Di nuovo a casa                  | 9 novembre 1980  | 1986            |
| 4  | Hiring the Housekeeper            | Assumendo il governante          | 16 novembre 1980 | 1986            |
| 5  | The Wildcat Strike                | Lo sciopero                      | 23 novembre 1980 | 1986            |
| 6  | Veronica and the Health Inspector | Veronica e l'ispettore sanitario | 30 novembre 1980 | 1986            |
| 7  | Murray's Wife                     | La moglie di Murray              | 7 dicembre 1980  | 1986            |
| 8  | The Camping Trip                  | Viaggio in campeggio             | 14 dicembre 1980 | 1986            |
| 9  | The Incident                      | L'incidente                      | 21 dicembre 1980 | 1986            |
| 10 | Custody: Part 1                   | La custodia di Stephanie         | 4 gennaio 1981   | 1986            |
| 11 | Custody: Part 2                   | La custodia di Stephanie         | 4 gennaio 1981   | 1986            |
| 12 | Barney the Gambler                | Barney e il gioco d'azzardo      | 1º febbraio 1981 | 1986            |
| 13 | Murray Klein's Place              | Murray Klein's Place             | 15 febbraio 1981 | 1986            |
| 14 | Weekend Away                      | Fine settimana in trasferta      | 22 febbraio 1981 | 1986            |
| 15 | Stephanie's Science Project       | Il progetto di scienze           | 8 marzo 1981     | 1986            |
| 16 | Tough Love                        | L'amore dura                     | 15 marzo 1981    | 1986            |
| 17 | The Trashing of the Temple        | Il vandalo del tempio            | 29 marzo 1981    | 1986            |
| 18 | "La Cage Aux Bunker               | Archie e l'insegnante di musica  | 5 aprile 1981    | 1986            |
| 19 | "Death of a Saint: Part 1         | La morte di un santo(1)          | 3 maggio 1981    | 1986            |
| 20 | Goodbye, Murray: Part 2           | Addio Murray (2)                 | 10 maggio 1981   | 1986            |